# Fábrica de armas de Toledo
La antigua Fábrica de armas de Toledo es un conjunto de edificios de la ciudad española de Toledo, en Castilla-La Mancha. Desde 1998 el complejo está ocupado por la Universidad de Castilla-La Mancha, formando el campus científico-tecnológico. Se caracteriza por presentar uno de los conjuntos mejor conservados y de mayor calidad de la arquitectura industrial realizada en España en los dos últimos siglos.

## Historia
Este complejo industrial que ha estado en funcionamiento durante más de doscientos años tiene su origen en un único y gran edificio, ampliándose su número, a lo largo de su historia, según van cambiando y creciendo las distintas necesidades industriales, dando como resultado lo que se denominará «Ciudad Industrial». Se encuentra situada entre los barrios de Santa Teresa, el Poblado Obrero y San Pedro el Verde, en la margen derecha del río Tajo, a unos dos kilómetros del centro de la ciudad de Toledo.
La fábrica de armas tiene sus antecedentes en la fama y el prestigio que tuvo la fabricación de armas en la ciudad de Toledo durante siglos, pero que en el siglo XVIII presentaba signos de decadencia. Carlos III, al acceder al trono español, decide crear una fábrica de espadas en Toledo similar a la de Torre Annunziata de Nápoles, construida unos años antes.
La fábrica comienza a funcionar en 1761 en la antigua Ceca de Toledo o Casa de la Moneda, en la actual calle Núñez de Arce, en el edificio que hoy ocupa el Consejo Consultivo de Castilla-La Mancha. Por sus dimensiones permitía el funcionamiento de las fraguas, el almacenamiento de los materiales y las salidas de los productos. Se fabricaban básicamente tres tipos de espadas en su etapa inicial: la de Caballería, la de Dragones y la de Infantería.
En 1777, ante la necesidad de ampliar el espacio, comienza a plantearse la idea de trasladar la fábrica fuera de la ciudad, a la orilla del río Tajo, en el sitio llamado playa de las Barcas, para poder utilizar su fuerza hidráulica; para ello el monarca mandó construir un nuevo edificio bajo las órdenes del arquitecto Francesco Sabatini. Las obras van a concluir en su parte principal en 1780, comenzando a funcionar poco después como fábrica de espadas.

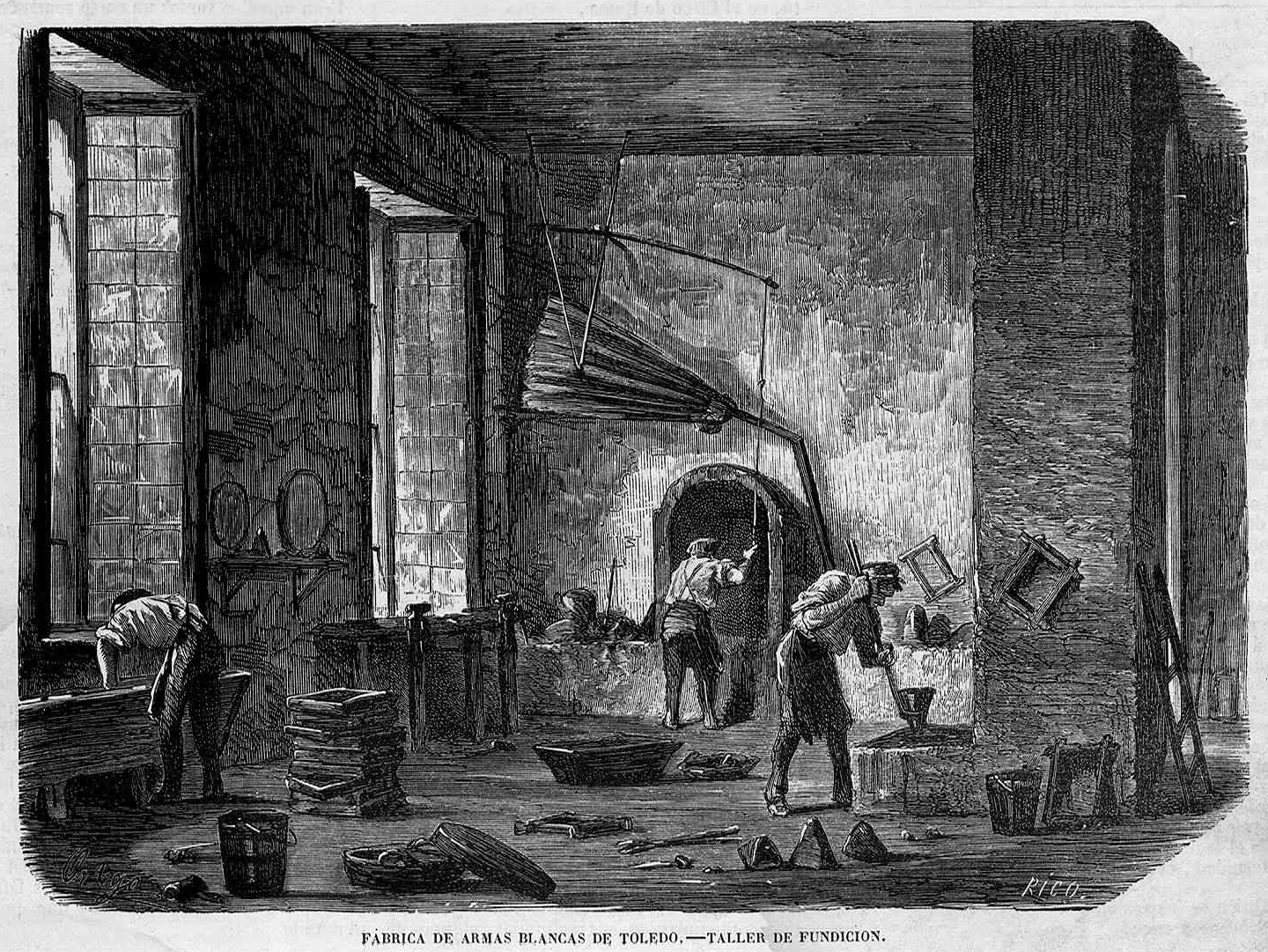
Fábrica de armas blancas de Toledo.—Taller de fundición (El Museo Universal, 1863)

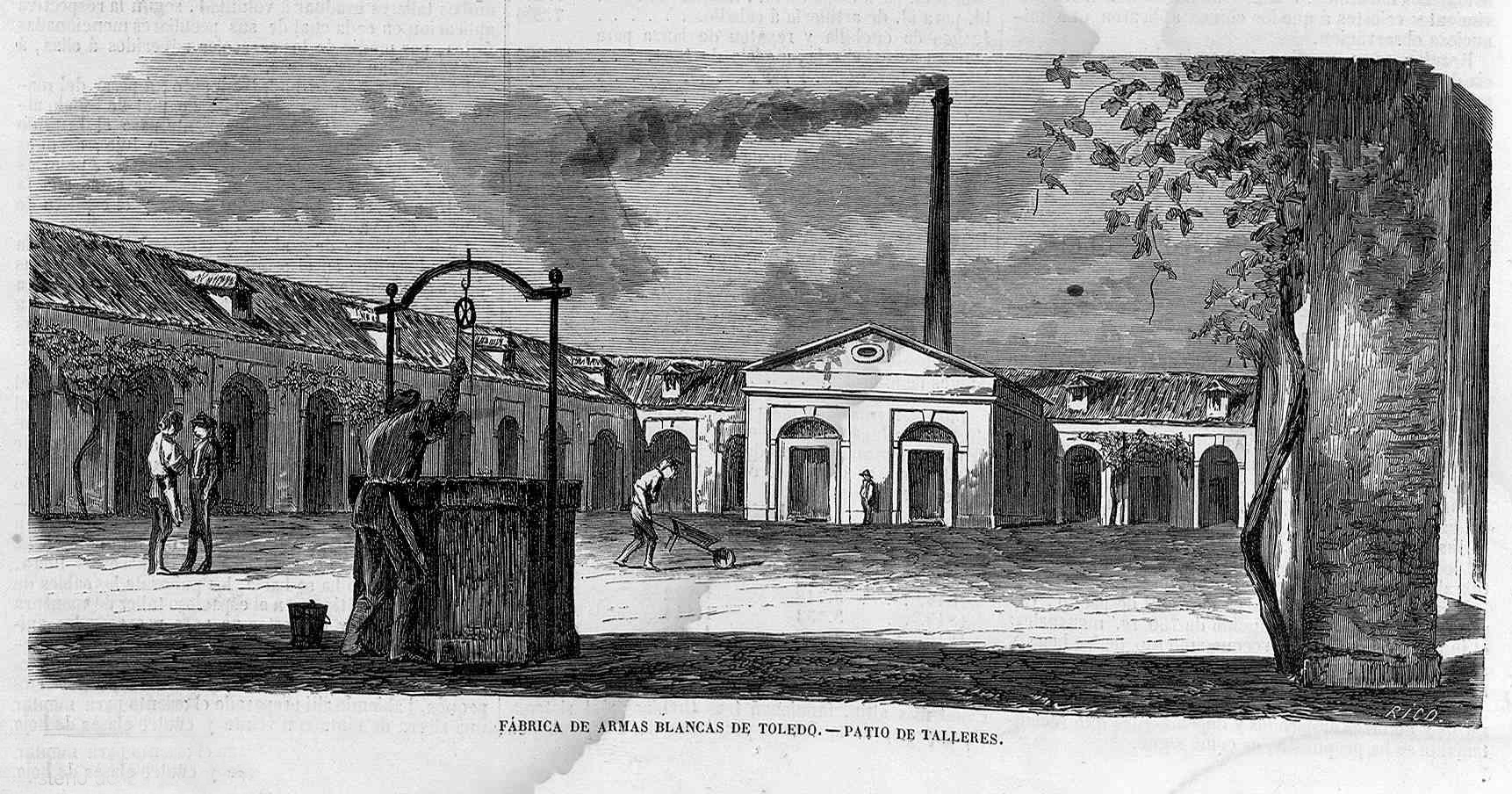
Patio de talleres

Durante las primeras décadas del siglo XIX la fábrica tiene varios momentos difíciles: es invadida dos veces (1808 y 1823) por las tropas francesas y solo a partir de los años treinta de este siglo empieza una lenta recuperación, produciendo espadas de una gran calidad.

En el último tercio del siglo XIX, la fábrica toledana debe adaptarse a las nuevas necesidades de armamento, para ello crea varios talleres de fabricación de cartuchos fuera del edificio Sabatini, comenzando un constante proceso de crecimiento, tanto de naves como de producción.

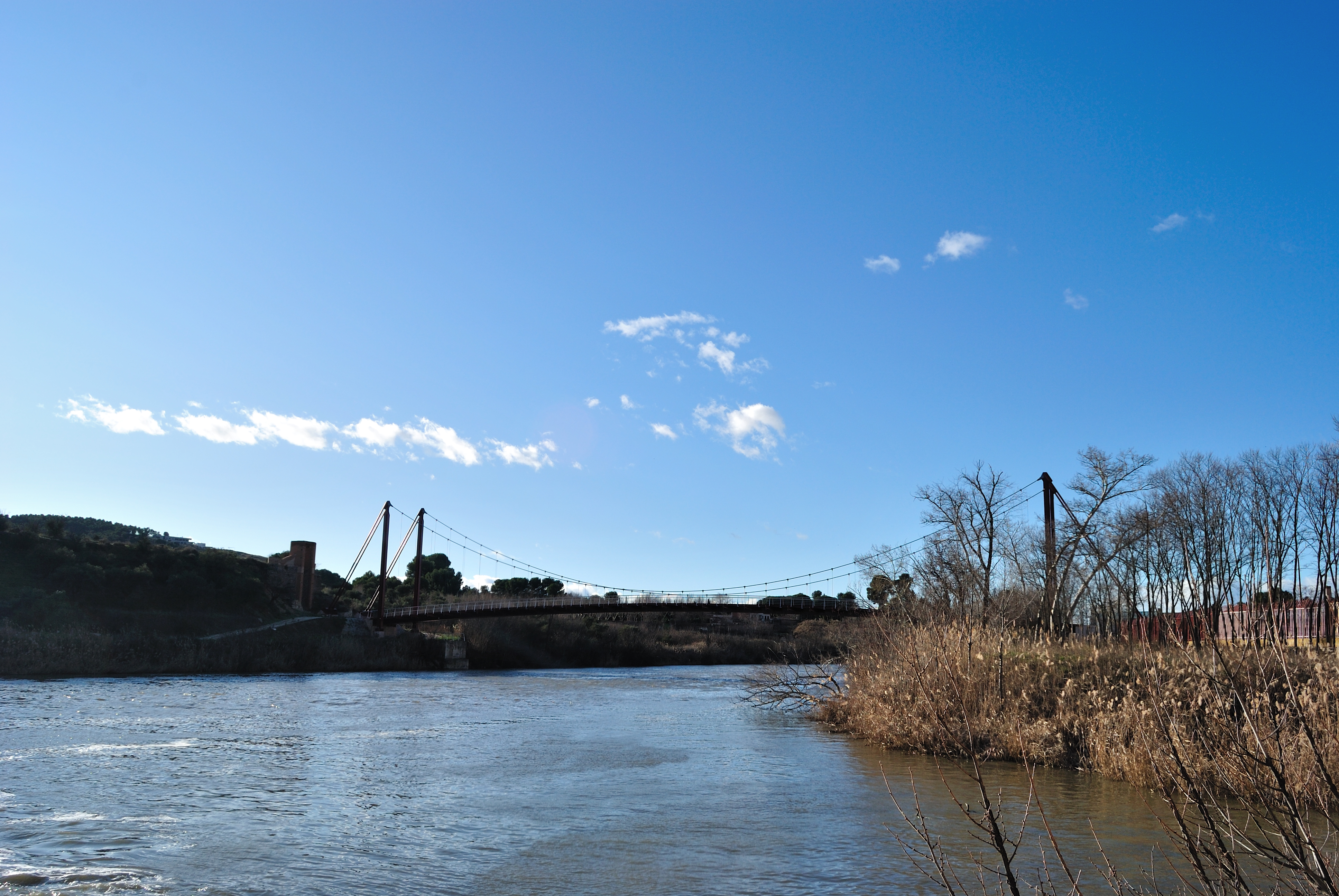
Puente colgante de los Polvorines, que comunicaba los terrenos de la Fábrica de Armas a ambos lados del río Tajo.

El comienzo del siglo XX acentúa el proceso de transformación, destacando la realización de sucesivas ampliaciones, los nuevos talleres y la diversificación de sus producciones. En 1910 cambia su nombre por el de «Fábrica Nacional de Toledo». La producción de armas blancas para la tropa quedó reducida en exclusiva a las armas de caballería y, tras la Guerra Civil, al suministro de sables a oficiales y suboficiales de los diferentes cuerpos.
Siendo ministro de la Guerra José María Gil Robles, se potencia esta fábrica, incluyendo a 350 operarios para fabricar 800 000 cartuchos diarios. El crecimiento de la producción continúa hasta que con la Guerra Civil, el recinto fabril toledano debe trasladar parte de su producción a Palencia por motivos estratégicos.
Restablecida la situación tras el final de la guerra, debe destacarse durante los años 1940 la figura del coronel director Más del Ribero, quien tiene una gran importancia en el desarrollo de la fábrica toledana con proyectos como la realización de un poblado de viviendas para los trabajadores que incluía servicios básicos, una plaza de encuentro para vecinos (actual plaza de la Calera) o el recinto escolar (actual colegio público CEIP Fábrica de Armas).
A partir de los años 1960 la fábrica de armas empieza a quedar obsoleta, el número de trabajadores se va reduciendo durante las siguientes décadas, hasta su definitivo cierre en 1996. El antiguo Instituto Nacional de Industria (del que dependía la Empresa Nacional Santa Bárbara de Armas e Industrias Militares) abrió en Toledo dos nuevas industrias donde recolocó a su personal: Internacional de Composites, S.A. (ICSA) y Aeronáutica y Automoción (AYA), que más adelante fueron privatizadas.
En 1998 el Ministerio de Defensa vende al Ayuntamiento de Toledo los terrenos y edificios de la Fábrica de Armas. El Ayuntamiento cedió a su vez el terreno para su uso por la Universidad de Castilla-La Mancha en su Campus de Toledo. En este Campus la Universidad establece de manera progresiva distintos estudios de carácter técnico y científico, quedando los de Humanidades y Ciencias Sociales en el casco histórico (o "Campus Alto") de Toledo (edificios universitarios de San Pedro Mártir, Madre de Dios, Padilla y Lorenzana). Los estudios actualmente implantados en el campus de la Fábrica de Armas son: Facultad de Ciencias Ambientales y Bioquímica, Escuela de Enfermería y Fisioterapia, Escuela de Ingeniería Técnica Industrial, Escuela de Arquitectura y dos centros del área de Sociales, la Facultad de Educación y la Facultad de Ciencias del Deporte.

## Descripción

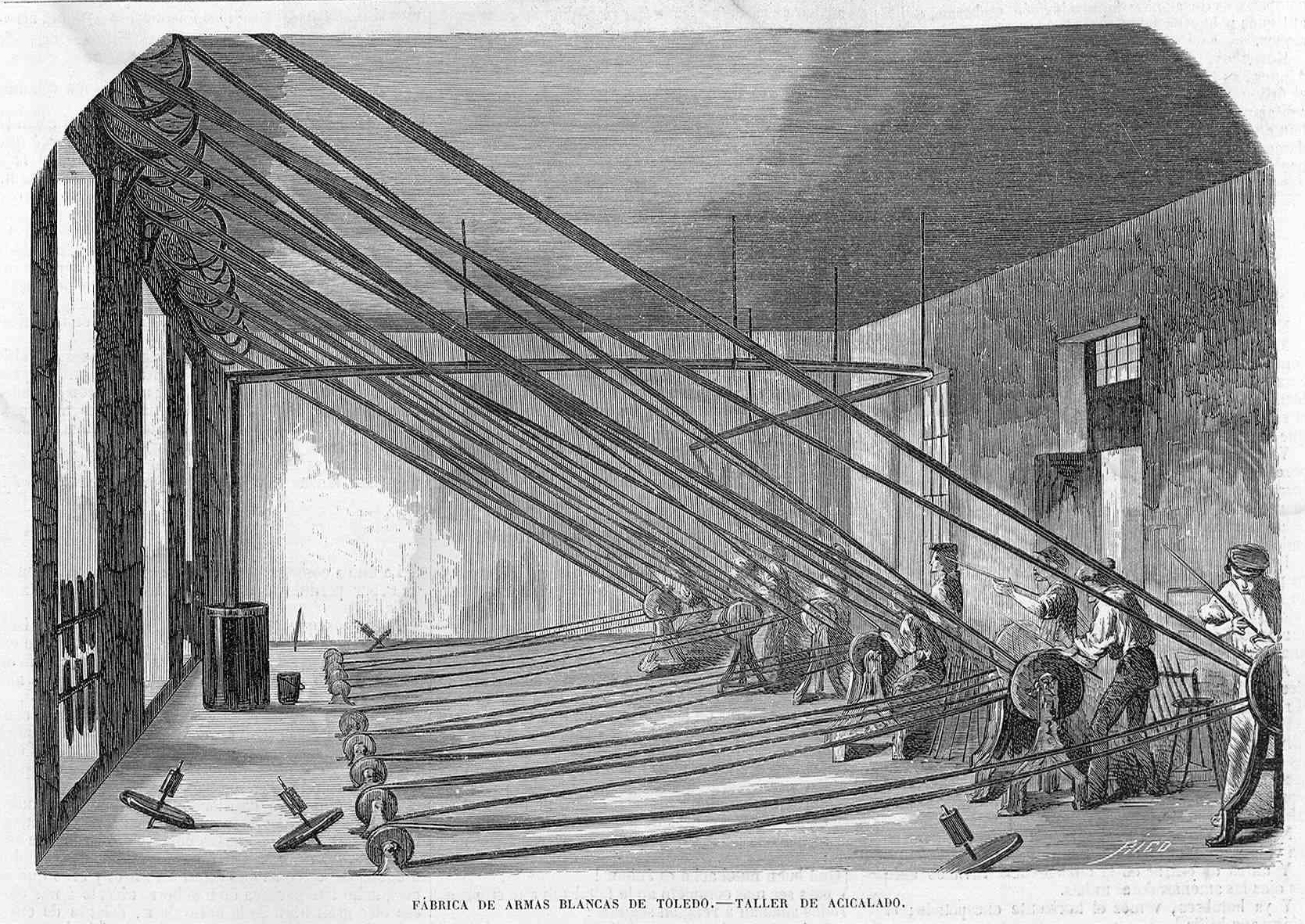
Taller de acicalado

Este antiguo complejo industrial se distribuía en más de sesenta edificaciones de distinto tipo construidas en sus más de dos siglos de historia.
Al recinto de la Fábrica de Armas (parte de cuyo perímetro está rodeado por un muro con torres de vigilancia y control en diversas zonas) se accede por dos puertas: la puerta de Carlos III o de Sabatini, frente al Palacio Sabatini, y la Puerta de Obreros, las cuales están unidas por un paseo principal que se desarrolla paralelo al río Tajo. La Puerta de Obreros, ubicada originalmente en la glorieta homónima, fue desmantelada y reubicada en otro lugar en 2008, cuando se procedió a la demolición del cerramiento perimetral que separaba los terrenos de la Fábrica de Armas de los del Municipio.
Por la puerta de Carlos III se entra a la zona más importante de la primitiva fábrica, el Palacio Sabatini, el edificio principal de la fábrica y origen de este recinto. Este edificio es de planta rectangular, con una tipología de palacio, se distribuye en dos cuerpos con un gran patio en cada uno separados por una crujía. El cuerpo delantero está formado por dos plantas y una buhardilla mientras que el segundo presentaba en un principio una única planta y buhardillas, (elevándose en el siglo XX un segundo piso en este cuerpo).
Exteriormente destaca su aspecto horizontal, y el aparejo rústico que aparece en las pilastras laterales que va a enmarcar puertas y ventanas.
La fachada de dos alturas con siete vanos enmarcados a cada lado de la portada de tres alturas rematada por un frontón curvo.
Entre los elementos a destacar del edificio Sabatini se encuentran: la capilla de santa Bárbara (patrona del Arma de Artillería), situada en el lado izquierdo de la fachada, muestra en su interior pilastras de gusto clasicista, y grandes ventanas. La antigua biblioteca y los patios rodeados por corredores cubiertos, que presentan en la parte baja arcos sobre pilares y ventanas en el piso superior, están separados por una crujía transversal que tuvo funciones de sala de recepción de la obra terminada y sala de armas.
Unido al palacio Sabatini en su parte posterior aparece el Canal de Carlos III, obra de ingeniería que era la base sobre la que se sustentaba el primitivo funcionamiento de la fábrica, ya que el agua que discurría por este canal era utilizada para el movimiento de las máquinas de la fábrica. Su longitud es de varios cientos de metros y discurre enterrado, paralelo al río para aparecer en la parte trasera del palacio dividido en dos mitades longitudinales, con cambios de nivel.
En cuanto al resto del conjunto de la antigua fábrica debe destacarse la presencia de numerosas naves y talleres que se comienzan a construir casi un siglo después del palacio; estas edificaciones se caracterizan por la utilización de materiales constructivos como el ladrillo, que va a adscribir en gran parte la imagen de la fábrica al estilo neomudéjar, que se corresponde con las corrientes historicistas que se producen a finales del siglo XIX y comienzos del XX en la arquitectura española. Junto al ladrillo se observan otros materiales usuales en la arquitectura industrial, como el hierro, utilizado en la estructura de las diferentes naves, especialmente en las cubiertas por las nuevas posibilidades constructivas que ofrecía este material.
Las construcciones se van realizando, primero de forma paralela al eje del palacio; como el gran edificio de planta rectangular, separado de este por los jardines del Sagrado Corazón, donde destaca una torre con un reloj bajo la cual discurre un paso para vehículos. Al otro lado de este edificio aparecen varias naves de planta rectangular y cuadrada construidas, en general, en las primeras dos décadas del siglo XX y actualmente rehabilitadas para diversos usos como aularios, laboratorios de docencia e investigación.
También se encuentra situada en las proximidades de estos edificios la Central de Reserva, construida entre 1918 y 1926, en la que se puede observar ciertas semejanzas con la arquitectura industrial centroeuropea.
Tras este eje de naves, se realizan una serie de nuevas edificaciones, paralelas al río Tajo, construidas a ambos lados del eje viario central, entre las que aparecen el actual pabellón polideportivo cubierto, en lo que fuera la Escuela de Aprendices de la Fábrica Nacional, y diversas naves rehabilitadas como aularios, apareciendo al otro lado grandes edificios para servicios generales del campus, como la nueva biblioteca universitaria "Fábrica de Armas", ubicada en el antiguo taller de Cartuchería de Pistola (construido en 1919), el antiguo taller de Cartuchería de Fusil (actual Aula Magna, aulario de informática y videoconferencias y cafetería-comedor), o los antiguos laboratorios de Química, Metalográfico y Metrología, actual edificio de Vicegerencia.
En este mismo eje pero en las orillas del río destacan otros edificios a los que se les ha dado nuevas funciones como el primitivo Taller de Herramientas, rehabilitado en la actualidad como estación depuradora de aguas residuales o el Taller de Fundición (construido en 1916), rehabilitado como gimnasio y salas de deportes, construyéndose junto a él un nuevo edificio con función de piscina cubierta y módulo acuático.
Los proyectos de rehabilitación han sido realizados por los arquitectos Diego Peris Sánchez (que ha coordinado todas las actuaciones desde la Universidad de Castilla-La Mancha), Rafael Elvira Gutiérrez, Mario Muelas, Agustín Mateo, Benjamín Juan Santágueda, Jesús Gómez Escalonilla y Arsenio López Bueno. Han sido arquitectos técnicos de las obras José Antonio Moreno y Miguel Francés.